# Sorthovedet hejre
Sorthovedet hejre (latin: Ardea melanocephala) er en fugleart, der lever i det subsahariske Afrika.